# Lichenificatie
Lichenificatie is een term uit de dermatologie. Het beschrijft een verdikte huid, met toename van de huidplooien en vergroving van de huidstructuur. De term is afgeleid via Latijn uit Grieks; lichen betekent korstmos. Het komt vooral voor bij verschillende vormen van eczeem. Bijvoorbeeld bij lichen simplex chronicus en lichen sclerosus is gelichenificeerde huid duidelijk zichtbaar.
Het is niet bekend hoe lichenificatie ontstaat. Waarschijnlijk is het een gevolg van krabben en wrijven over de huid. 